# Серен Марсельский
Серен из Марселя (умер в 601 году, Биандрат) — святой епископ Марсельский. День памяти — 2 августа.
Святой Серен был епископом Марселя примерно с 595 по 601 год. Сведения о его жизни не сохранились, но осталось четыре послания, отправленные ему папой римским Григорием I. Из писем следует, что св. Серен заметил в соборе Марселя людей, воздававших поклонение церковным изображениям, после чего разбил их.

Я давно узнал, что, увидев, как несколько человек поклоняются церковным изображениям, вы разбили их и выбросили на улицу. Я высоко оцениваю ваше рвение в предотвращении поклонения тому, что сделано руками человека: но я считаю, что вы не должны были разбивать эти изображения. Ибо в церквях ставят картины, чтобы те, кто не умеет читать, могли видеть на стенах то, чему они не могут научиться из книг. Таким образом, вы должны были охранять их и отвлекать людей от греха, поклоняясь живописи. <…> Говорят, что, разрушив эти образы, вы настолько возмутили своих людей, что большинство из них отделилось от вашего сообщества. Мы должны напомнить им и показать им, что Священным Писанием запрещено поклоняться тому, что сделано руками человека. Затем добавьте, что, увидев законное использование изображений, превращенных в поклонение, вы были возмущены этим и заставили их сломаться. Вы должны добавить: если вы хотите иметь изображения в церкви по своему указанию, для чего они были созданы ранее, я с радостью вам это позволю. Таким образом, вы смягчите их и вернете в союз. Если кто-то хочет сделать изображения, не останавливайте его: просто запретите им поклоняться. Вид изображений должен вызывать в них сострадание, но они не должны преклоняться перед ними, кроме как для поклонения Святой Троице.
Св. Серена также беспокоили многочисленные торговцы с Востока, которые часто посещали марсельский порт.
Своими посланиями св. Григорий напомнил Серену, что изображения не всегда могут служить объектом обожествления. Глядя на них, человек отдаёт почтение тому, чей образ изображён. Иконы также являются средством катехизации для неграмотных людей. Раскаявшись, св. Серен отправился в путешествие в Рим и, примирившись с папой римским Григорием, на обратном пути в Марсель умер в Биандрате, где его тело было обретено в раннем Средневековье. Св. Серен также был почитаем Эженом Мазено, епископом Марселя, который в 1839 году прибыл в Биандрат, чтобы почитать останки своего предшественника и побудить архиепископа Верчелли Александра Ангенского передать реликвию.